# Magneux (Haute-Marne)
Magneux é uma comuna francesa na região administrativa de Grande Leste, no departamento de Haute-Marne. Estende-se por uma área de 5,8 km². Em 2010 a comuna tinha 167 habitantes (densidade: 28,8 hab./km²).